# Mistrzostwa Świata w Piłce Nożnej 2018 (eliminacje strefy CAF)/Grupa B

## Grupa B
| Lp. | Drużyna  | M | Mecze | Mecze | Mecze | Bramki | Bramki | Bramki | Pkt |
| Lp. | Drużyna  | M | W     | R     | P     | +      | −      | +/−    | Pkt |
| --- | -------- | - | ----- | ----- | ----- | ------ | ------ | ------ | --- |
| 1.  | Nigeria  | 6 | 4     | 1     | 1     | 11     | 6      | +5     | 13  |
| 2.  | Zambia   | 6 | 2     | 2     | 2     | 8      | 7      | +1     | 8   |
| 3.  | Kamerun  | 6 | 1     | 4     | 1     | 7      | 9      | −2     | 7   |
| 4.  | Algieria | 6 | 1     | 1     | 4     | 6      | 10     | −4     | 4   |

## Mecze
| 9 października 2016 21:30 CEST | Algieria · Soudani 7' | 1:1(1:1)Raport | Kamerun · 24' Moukandjo | Stade Mustapha Tchaker, Al-Bulajda Widzów: 35 000 Sędzia: Daniel Bennett |
|                                |                       |                |                         |                                                                          |

| 9 października 2016 14:30 CEST | Zambia · Mbesuma 71' | 1:2(0:2)Raport | Nigeria · 33' Iwobi · 43' Iheanacho | Levy Mwanawasa Stadium, Ndola Widzów: 41 000 Sędzia: Gehad Grisha |
|                                |                      |                |                                     |                                                                   |

| 12 listopada 2016 17:00 CET | Nigeria · Moses 24', 90+1' · Obi Mikel 41' | 3:1(2:0)Raport | Algieria · 66' Bentaleb | Akwa Ibom Stadium, Uyo Widzów: 30 000 Sędzia: Bakary Gassama |
|                             |                                            |                |                         |                                                              |

| 12 listopada 2016 16:00 CET | Kamerun · Aboubakar 45+3' (k) | 1:1(1:1)Raport | Zambia · 34' Mbesuma | Limbé Stadium, Limbé Widzów: 12 000 Sędzia: Malang Diedhiou |
|                             |                               |                |                      |                                                             |

| 1 września 2017 18:00 CEST | Nigeria · Ighalo 29' · Obi Mikel 43' · Moses 56' · Iheanacho 76' | 4:0(2:0)Raport | Kamerun | Godswill Akpabio International Stadium, Uyo Widzów: 31 500 Sędzia: Gehad Grisha |
|                            |                                                                  |                |         |                                                                                 |

| 2 września 2017 15:00 CEST | Zambia · Mwila 6', 32' · Mwepu 88' | 3:1(2:0)Raport | Algieria · 54' Brahimi | Heroes National Stadium, Lusaka Widzów: 60 000 Sędzia: Hélder Martins de Carvalho |
|                            |                                    |                |                        |                                                                                   |

| 4 września 2017 19:00 CEST | Kamerun · Aboubakar 74' (k) | 1:1(0:1)Raport | Nigeria · 30' Simon | Stade Omnisports, Jaunde Widzów: 38 136 Sędzia: Bakary Gassama |
|                            |                             |                |                     |                                                                |

| 5 września 2017 21:30 CEST | Algieria | 0:1(0:0)Raport | Zambia · 66' Daka | Stadion Mohameda Hamlaoui, Konstantyna Widzów: 35 000 Sędzia: Mahamadou Keita |
|                            |          |                |                   |                                                                               |

| 7 października 2017 18:00 CEST | Nigeria · Iwobi 73' | 1:0(0:0)Raport | Zambia | Godswill Akpabio International Stadium, Uyo Widzów: 80 000 Sędzia: Joshua Bondo |
|                                |                     |                |        |                                                                                 |

| 7 października 2017 18:00 CEST | Kamerun · N’Jie 25' · Pangop 88' | 2:0(1:0)Raport | Algieria | Stade Omnisports, Jaunde Widzów: 35 000 Sędzia: Youssef Essrayri |
|                                |                                  |                |          |                                                                  |

| 10 listopada 2017 20:30 CET | Algieria · Brahimi 88' (k) | 3:0 (walkower)Raport | Nigeria · 62' Ogu | Stadion Mohameda Hamlaoui, Konstantyna Sędzia: Eric Otogo-Castane |
|                             |                            |                      |                   |                                                                   |

| 11 listopada 2017 14:00 CET | Zambia · Daka 25' · Mwila 64' | 2:2(1:1)Raport | Kamerun · 30' Zambo Anguissa · 90' Banana | Levy Mwanawasa Stadium, Ndola Sędzia: Rédouane Jiyed |
|                             |                               |                |                                           |                                                      |